# Doug Wickenheiser-emlékkupa
A Doug Wickenheiser-emlékkupa egy díj az észak-amerikai Western Hockey League junior jégkorongligában. A díjat az az ifjú jégkorongozó kapja, aki a közösséggel sokat törödik és jelentős humanitárius tevékenységeket tesz. A díjat Doug Wickenheiserről nevezték el, akit az első helyen draftoltak az 1980-as NHL-drafton és a WHL-MVP címét is elnyerte. Sajnos, fiatalon, a pályafutása közben hunyt el rákban.

## A díjazottak
- A kékkel jelölt játékosok a CHL Humanitarian of the Year díjat is elnyerték.

| Év        | Játékos          | Csapat                |
| --------- | ---------------- | --------------------- |
| 2014–2015 | Taylor Vickerman | Tri-City Americans    |
| 2013–2014 | Sam Fioretti     | Moose Jaw Warriors    |
| 2012–2013 | Cody Sylvester   | Calgary Hitmen        |
| 2011–2012 | Taylor Vause     | Swift Current Broncos |
| 2010–2011 | Spencer Edwards  | Moose Jaw Warriors    |
| 2009–2010 | Matt Fraser      | Kootenay Ice          |
| 2008–2009 | Taylor Procyshen | Tri-City Americans    |
| 2007–2008 | Ashton Hewson    | Prince Albert Raiders |
| 2006–2007 | Kyle Moir        | Swift Current Broncos |
| 2005–2006 | Wacey Rabbit     | Saskatoon Blades      |
| 2004–2005 | Colin Fraser     | Red Deer Rebels       |
| 2003–2004 | Braydon Coburn   | Portland Winter Hawks |
| 2002–2003 | Ryan Craig       | Brandon Wheat Kings   |
| 2001–2002 | Brandin Cote     | Spokane Chiefs        |
| 2000–2001 | Jim Vandermeer   | Red Deer Rebels       |
| 1999–2000 | Chris Nielsen    | Calgary Hitmen        |
| 1998–1999 | Andrew Ference   | Portland Winter Hawks |
| 1997–1998 | Jesse Wallin     | Red Deer Rebels       |
| 1996–1997 | Jesse Wallin     | Red Deer Rebels       |
| 1995–1996 | Darryl Laplante  | Moose Jaw Warriors    |
| 1994–1995 | Grady Manson     | Moose Jaw Warriors    |
| 1993–1994 | Jason Widmer     | Lethbridge Hurricanes |
| 1992–1993 | Jamie Pushor     | Lethbridge Hurricanes |